# 2 de abril
El 2 de abril es el 92.º (nonagésimo segundo) día del año en el calendario gregoriano y el 93.º en los años bisiestos. Quedan 273 días para finalizar el año.

## Acontecimientos
- 801 (Sábado santo): Barcelona se rinde ante las tropas de Luis el Piadoso. Incorporación de los Condados Catalanes al Imperio carolingio.
- 999: se inicia el célebre papado de Gerberto de Aurillac, Silvestre II, primer papa francés.
- 1332: en Vitoria (España) se firma la escritura de incorporación de Álava a Castilla, reconociendo esta el fuero de aquella.
- 1453: en la actual Turquía, Mehmet II emprende el sitio de Constantinopla, con 300 000 hombres y 1400 galeras.
- 1502: en Gales muere Arturo Tudor, primogénito del rey Enrique VII de Inglaterra. Su hermano pequeño Enrique heredaría sus títulos y 7 años después accedería al trono como Enrique VIII de Inglaterra.
- 1513: en Norteamérica, el militar español Juan Ponce de León y sus marineros descubren la península de Florida.
- 1550: en Madrid, el rey de España ordena enseñar castellano a los indígenas.
- 1559: en Cateau-Cambresis se firma tratado de paz que finaliza la guerra entre Inglaterra y Francia.
- 1695: en la actual Arizona sucede una gran insurrección india contra los españoles.
- 1734: Felipe V cede a su hijo Carlos, mediante decreto, todos los derechos al trono de Nápoles y Sicilia.
- 1755: en la costa occidental de la India, soldados británicos al mando de William James capturan la fortaleza pirata de Suvarnadurg.
- 1762: En el estado de Arakan (Myanmar) se registra un terremoto de magnitud estimada de 8.8 que provoca un tsunami que deja 200 muertos.
- 1767: en España, el rey Carlos III decreta la expulsión de los jesuitas.
- 1792: en los Estados Unidos se realiza la primera acuñación del dólar.
- 1800: en Viena (Austria) el compositor alemán Ludwig van Beethoven dirige el estreno de su Primera sinfonía.
- 1801: se libra la primera batalla de Copenhague, en la que el británico Horatio Nelson derrota a la flota danesa, desbaratando así el plan de Napoleón de trabar una alianza con los países bálticos.
- 1810: Napoleón contrae matrimonio con María Luisa, hija del emperador de Austria Francisco I.
- 1812: en Soria (España), las autoridades francesas ejecutan a cuatro miembros de la Junta Superior de la provincia de Burgos.
- 1818: en la villa de San Carlos (en la provincia argentina de Corrientes) —en el marco de la invasión lusobrasileña— se libra el tercero de los cuatro días de la batalla de San Carlos, en la que los portugueses (liderados por el carioca Francisco das Chagas Santos) vencerán a los argentinos (liderados por el guaraní Andresito Guazurarí y Artigas).
- 1851: en Tailandia es coronado el rey Rama IV.
- 1854: en París comienza a publicarse Le Figaro, primero como semanario y desde 1866 como diario.
- 1867: en México se lleva a cabo la toma de Puebla por el ejército al mando del general Porfirio Díaz.
- 1900: en Bélgica se implanta la escolaridad obligatoria.
- 1902: en Los Ángeles (California) se inaugura el Teatro Eléctrico, el primer cine público de ese país.
- 1903: en Zaragoza, Madrid y Salamanca se producen sangrientos enfrentamientos entre estudiantes y políticos.
- 1904: cerca del desierto de Omajeke, la tribu hereros se subleva contra el ejército alemán. Esto llevará ese mismo año al Genocidio herero.
- 1905: en Iselle (Italia) se inaugura el túnel del Simplón, que une esta aldea con Suiza.
- 1906: en la actual Alemania, el Parlamento prusiano modifica el sistema electoral de 1849.
- 1906: Fernández Duro se embarca en el globo Huracán con el propósito de atravesar el Mediterráneo.
- 1910: en España nace la aviación militar.
- 1912: el transatlántico RMS Titanic realiza pruebas en Belfast para luego arribar a Southampton.
- 1916: en Argentina se realizan las primeras elecciones libres y resulta elegido presidente el radical Hipólito Yrigoyen.
- 1917: en Estados Unidos, el Congreso vota a favor de entrar en la guerra europea junto a los aliados.
- 1919: en España es detenido el anarcosindicalista Ángel Pestaña, director de Solidaridad Obrera.
- 1920: el ejército alemán entra en el Ruhr para acabar con la huelga obrera (liderada por el Ejército Rojo del Ruhr, de 50 trabajadores armados). En los siguientes días fusilará sin juicio previo a más de 2000 obreros.
- 1925: en La Plata, Argentina el científico Albert Einstein inaugura el ciclo lectivo del Colegio Nacional Rafael Hernández, tras una breve recorrida por la ciudad.[1]
- 1927: en Nueva York, el boxeador español Paulino Uzcudun vence por puntos al estadounidense Tom Heeney.
- 1930: en Etiopía ―tras la sospechosa muerte de la emperatriz Zauditu―, Haile Selassie se autoproclama emperador.
- 1933: en Santander, el que fuera palacio de verano del rey Alfonso XIII se convierte en la Universidad Internacional de la Magdalena, posteriormente Universidad Internacional Menéndez Pelayo.
- 1934: en España, Manuel Azaña funda el partido Izquierda Republicana.
- 1935: en Inglaterra, el físico británico sir Robert Watson-Watt patenta el radar.
- 1938: en la provincia de Shandong, a 690 km al sur de Pekín (China) ―en el marco de la segunda guerra sino-japonesa (1937-1945)― continúa la Batalla de Taierzhuang (24 de marzo a 7 de abril de 1938), en que el ejército de la República de China vencerá al ejército del Imperio del Japón. Se trata de la primera gran victoria china de la guerra. Humilló al ejército japonés y destrozó para siempre su reputación como «fuerza invencible».
- 1939: Estados Unidos reconoce como legítima la dictadura militar de Franco, después de que ya lo hicieran Francia y Gran Bretaña.
- 1940: en los Estados Unidos se publica Poeta en Nueva York, del escritor español Federico García Lorca.
- 1941: en Rostock, un piloto de pruebas llamado Schäfer despega a bordo del primer avión equipado con dos motores a reacción.
- 1942: en torno a Sri Lanka (sur de la India), la flota japonesa lleva a cabo operaciones navales.
- 1944: en Moscú, el Gobierno soviético advierte a las tropas nacionalistas chinas que no penetren en la Mongolia exterior.
- 1944: en El Salvador fracasa el golpe de Estado contra el dictador Maximiliano Hernández Martínez (en el poder desde 1931).
- 1946: en el Océano Pacífico norte, un maremoto arrasa las costas de Alaska, las islas Aleutianas y las islas Hawái; mueren 300 personas.
- 1947: la Organización de las Naciones Unidas entrega a Estados Unidos el dominio de las islas del Pacífico que estaban bajo mandato japonés.
- 1948: entra en vigor el Plan Marshall para Europa.
- 1948: en España, el ciclista Miguel Poblet consigue la victoria en el Segundo Gran Premio de Cataluña.
- 1949: es aprobado el texto de la OTAN (Organización del Tratado del Atlántico Norte), que será firmado tres días después.
- 1953: en Austria se constituye un nuevo Gobierno presidido por el canciller federal Julius Raab.
- 1954: llega al puerto de Barcelona el buque Semíramis, en el que regresan 286 voluntarios de la División Azul.
- 1956: en España el dictador Franco concede la Gran Cruz de Isabel la Católica a Josemaría Escrivá de Balaguer (fundador del Opus Dei).
- 1959: el papa Juan XXIII ratifica la condena de las alianzas de los católicos con los comunistas.
- 1959: en Bolivia se declaran en huelga 10 000 mineros.
- 1962: en España, el Real Madrid se proclama campeón de la liga española de fútbol.
- 1963: en Buenos Aires (Argentina), los generales Isaac Rojas y Benjamín Menéndez dirigen una sublevación militar contra la apertura política al «Frente Nacional y Popular» ―una parodia de partido democrático creado por varios personeros antiperonistas de la dictadura, como el periodista Mariano Grondona, el político Oscar Camilión y el general Justo Bengoa―. Reprimen la sublevación los generales Juan Carlos Onganía y Alejandro Agustín Lanusse.
- 1964: en Brasil, tras ser derrocado por el Ejército de la oligarquía, el presidente João Goulart, encuentra asilo político en Uruguay.
- 1964: en la Unión Soviética se lanza la sonda espacial Zond 1 con destino a Venus.
- 1968: España es readmitida en la Organización Europea de Investigaciones Espaciales.
- 1969: en el contexto de la dictadura franquista en España, entra en vigor el decreto que da prescripción a los delitos cometidos durante la guerra civil española. Cientos de personas que vivieron escondidas evitando la represión franquista, conocidas como topos, pudieron salir de sus escondites tras más de 30 años ocultos.[2]
- 1971: en España, la dictadura franquista condena al director del diario Madrid a pagar una multa de 250 000 pesetas por un artículo titulado «Ni gobierno, ni oposición».
- 1972: seis miembros de la banda terrorista ETA irrumpen armados en la iglesia de Galdácano (Vizcaya) a la hora de la misa y leen un manifiesto.
- 1972: el actor británico Charlie Chaplin vuelve a Estados Unidos por primera vez después de haber sido rotulado como comunista durante la época macartista a principios de los años cincuenta.
- 1974: en los Estados Unidos, las películas El golpe (de George Roy Hill) y La noche americana (de François Truffaut) son las triunfadoras en la ceremonia de entrega de los premios Óscar.
- 1974: en Dortmund (Alemania) se inaugura el estadio Signal Iduna Park.
- 1975: en Honduras, el presidente Osvaldo López Arellano es destituido como jefe de las Fuerzas Armadas.
- 1975: en Argentina, guerrilleros montoneros matan a un teniente coronel del Ejército.
- 1975: en Toronto (Canadá) se termina la construcción de la Torre CN, de 553 m de altura. Es la estructura más alta del mundo.
- 1976: en Segovia (España) se inaugura el I Congreso de la Federación Popular Democrática, presidido por José María Gil-Robles.
- 1976: en Cartagena (Colombia) la película Furtivos (dirigida por José Luis Borau) es premiada en el Festival Internacional de Cine.
- 1977: en el País Vasco se presenta al público por primera vez el partido político EIA (Euskal Iraultzarako Alderdi), antecedente de EE (Euskadiko Ezkerra).
- 1978: en los Estados Unidos, el automovilista argentino Carlos Reutemann gana el Gran Premio de Estados Unidos (Oeste) de Fórmula 1.
- 1978: en los Estados Unidos, la cadena de televisión estadounidense CBS empieza a transmitir la serie Dallas.
- 1979: en Egipto, el jefe del Gobierno israelí Menahem Beguin llega a El Cairo en visita oficial.
- 1981: en Líbano se libran violentos combates entre grupos rivales.
- 1981: el Gobierno democrático nicaragüense denuncia un plan de invasión estadounidense desde Honduras.
- 1982: Argentina invadió por la fuerza militar las islas Malvinas, en poder del Reino Unido, iniciando la guerra de las Malvinas.
- 1984: en Jerusalén, un comando palestino asesina a 48 personas.
- 1984: en el cosmódromo de Baikonur (Kazajistán) despega la nave Soyuz T11 con tres tripulantes, entre ellos Rakés Sharma, el primer indio en el espacio.
- 1984: en España, los reyes realizan la primera visita oficial a la Comunidad de Castilla y León.
- 1986: el papa Juan Pablo II rehabilita la Teología de la Liberación (cuyos defensores han sido diezmados por varias dictaduras latinoamericanas católicas).
- 1987: en Aldeadávila es secuestrado por la población civil Luis Calvo Rengel, vicepresidente segundo de la diputación de Salamanca.
- 1989: en Túnez, la Agrupación Constitucional Democrática obtiene los 141 escaños de la Asamblea Legislativa, en elecciones que renuevan por cinco años el mandato del presidente Zine El Abidine Ben Ali.
- 1989: en Haití, la guardia personal del presidente Prosper Avril aborta un golpe de Estado.
- 1989: en Cuba, el líder soviético Mijaíl Gorbachov llega a La Habana, para encontrarse con Fidel Castro en un intento por enmendar las deterioradas relaciones entre ambos países.
- 1992: un tribunal de Nueva York condena a cadena perpetua al mafioso John Gotti por asesinatos.
- 1992: en Francia, Pierre Bérégovoy es nombrado primer ministro en sustitución de Edith Cresson.
- 1995: Luego de 10 años regresa a Buenos Aires el argentino Emilio Scotto, que se convierte en el Récord mundial del viaje más largo en motocicleta. Salió de su casa el 17 de enero de 1985, habiendo recorrido un total de 735.000 km y visitado 214 países y territorios independientes. Emilio condujo todo el viaje en una motocicleta Honda Goldwing GL1100 de 1980, apodada "Black Princess", que consumió 47.000 litros de combustible, 1.300 litros de aceite, 86 neumáticos, 12 baterías y 9 asientos.
- 1996: en Polonia, el expresidente Lech Walesa reingresa como electricista en los astilleros de Gdansk, luego de su derrota en las elecciones.
- 1997: Borís Yeltsin (presidente de Rusia) y Alexandr Lukashenko (presidente de Bielorrusia) firman el Tratado de Unión de sus respectivos países, que permite a ambos mantener su soberanía y fortalecer la cooperación.
- 1997: en España, científicos del CSIC (Consejo Superior de Investigaciones Científicas) consiguen demostrar que un medicamento sintetizado hace años por investigadores alemanes causa la muerte de células cancerosas sin afectar a las sanas.
- 1998: el Tribunal de lo Criminal de Burdeos condena a diez años de prisión a Maurice Papon ―antiguo alto funcionario del régimen colaboracionista de Vichy.
- 1998: los veinticinco líderes participantes en la II Cumbre Euroasiática se comprometen a pedir una revisión del sistema financiero internacional que devuelva la estabilidad a los mercados.
- 2000: en el Estadio Nacional de Lima un joven muere al ser alcanzado por una bengala mientras veía un partido de fútbol entre Universitario y Unión Minas.
- 2001: el ejército israelí realiza un atentado contra Mohamed Abdel Al, destacado dirigente del movimiento fundamentalista de la Yijad islámica.
- 2002: el ginecólogo italiano Severino Antinori asegura haber clonado con éxito un ser humano, a pesar del radical rechazo de la comunidad científica internacional a la clonación reproductiva.
- 2003: en La Habana (Cuba), un grupo de anticastristas secuestra un transbordador para huir de la isla.
- 2003: el Ejército israelí reocupa el campo de refugiados de Tulkarem y detiene a un millar de palestinos.
- 2004: Bulgaria, Eslovaquia, Eslovenia, Estonia, Letonia, Lituania y Rumania se asocian a la OTAN como miembros plenos.
- 2004: en las vías del AVE Madrid-Sevilla (España), los artificieros de la policía descubren una bomba, del mismo explosivo usado en los atentados del 11-M en Madrid.
- 2004: en Las Landas la policía francesa detiene a tres miembros de la cúpula de la banda terrorista ETA.
- 2004: en España, durante la jornada inaugural de la octava legislatura, el socialista Manuel Marín es nombrado presidente del Congreso de los Diputados y, el también socialista, Javier Rojo, presidente del Senado.
- 2005: en Indonesia mueren en un accidente de helicóptero nueve australianos que participaban en una misión de ayuda humanitaria en las zonas afectadas por el último terremoto.
- 2005: en la Ciudad del Vaticano fallece el papa Juan Pablo II.
- 2006: en China mueren 28 personas en dos accidentes en fábricas de explosivos.
- 2006: en Francia entra en vigor la polémica reforma laboral de Villepin, aunque queda pendiente de aplicación.
- 2006: en las costas mauritanas, 32 inmigrantes procedentes de Senegal, Malí y Gambia, pierden la vida al naufragar la patera con la que pretendían alcanzar las islas Canarias.
- 2009: es estrenado el anime K-ON! por parte de la casa animadora de Kyoto Animation (Creación del mangaka Kakifly) y es emitida por la cadena televisiva TBS.
- 2009: los dirigentes de las 20 economías más importantes del mundo, reunidos en Londres, deciden crear un fondo de un billón de dólares para asistir a los países con mayores dificultades ante la crisis.[3]
- 2010: en España,[4] dentro del plan nacional de transición a la Televisión Digital Terrestre (TDT) se produce el apagón analógico.[5]
- 2011: en Nueva York, la banda LCD Soundsystem da su concierto final de casi 4 horas en el Madison Square Garden hasta su regreso en el año 2016.
- 2012: en Colombia, las FARC (Fuerzas Armadas Revolucionarias de Colombia) liberan a 10 miembros de la fuerza pública que tenían secuestrados.[6]
- 2013: en Buenos Aires y La Plata se sufren inundaciones por las intensas precipitaciones dejando como consecuencias 91 víctimas fatales en La Plata y cuantiosos daños materiales.[7][8]
- 2014: 20 km al sur de Iquique (Chile) ocurre un nuevo fuerte terremoto con una intensidad de 7.7 Mw (VIII en la escala de Mercalli)
- 2017: en Ecuador, Lenin Moreno (sucesor del presidente Rafael Correa) es proclamado como ganador de las elecciones presidenciales.
- 2019: Cierre de Google+ para particulares
- 2025: El gobierno de Estados Unidos impone un arancel universal del 10% a todas sus importaciones con gravámenes a ciertos países.[9]

## Nacimientos
- 742: Carlomagno, rey de los francos y emperador romano de occidente (f. 814).
- 1348: Andrónico IV Paleólogo, emperador bizantino (f. 1385).
- 1511: Ashikaga Yoshiharu, guerrero shōgun japonés (f. 1550).
- 1565: Cornelis de Houtman, marino y explorador neerlandés (f. 1599).
- 1602: María de Jesús de Ágreda, monja y escritora española (f. 1665).
- 1614: Jahanara Begum, princesa del imperio mogol de la India (f. 1681).

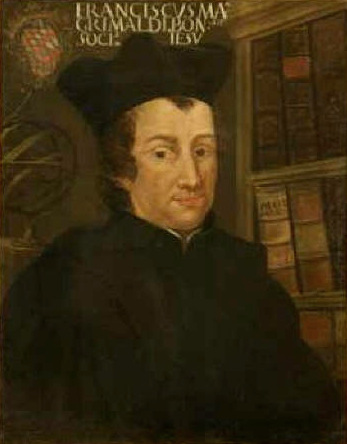
Francesco Maria Grimaldi.

- 1618: Francesco Maria Grimaldi, matemático y físico italiano (f. 1663).
- 1622: Juan Torrecillas y Ruiz de Cárdenas, eclesiástico español (f. 1688).
- 1647: Maria Sibylla Merian, naturalista, exploradora y pintora alemana (f. 1717).
- 1653: Jorge de Dinamarca, príncipe consorte de Inglaterra y Escocia (f. 1708).
- 1688: Lewis Theobald, escritor británico (f. 1744).

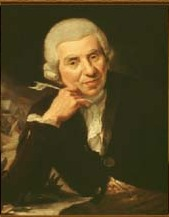
Johann Wilhelm Ludwig Gleim.

- 1719: Johann Wilhelm Ludwig Gleim, poeta alemán (f. 1803).
- 1725: Giovanni Giacomo Casanova, aventurero italiano (f. 1798).
- 1770: Alexandre Pétion, militar y político francés nacido en Haití (f. 1818).
- 1773: Domingo de Monteverde, militar, político y administrador colonial español (f. 1832).
- 1788: Francisco Balagtas, poeta filipino (f. 1862).

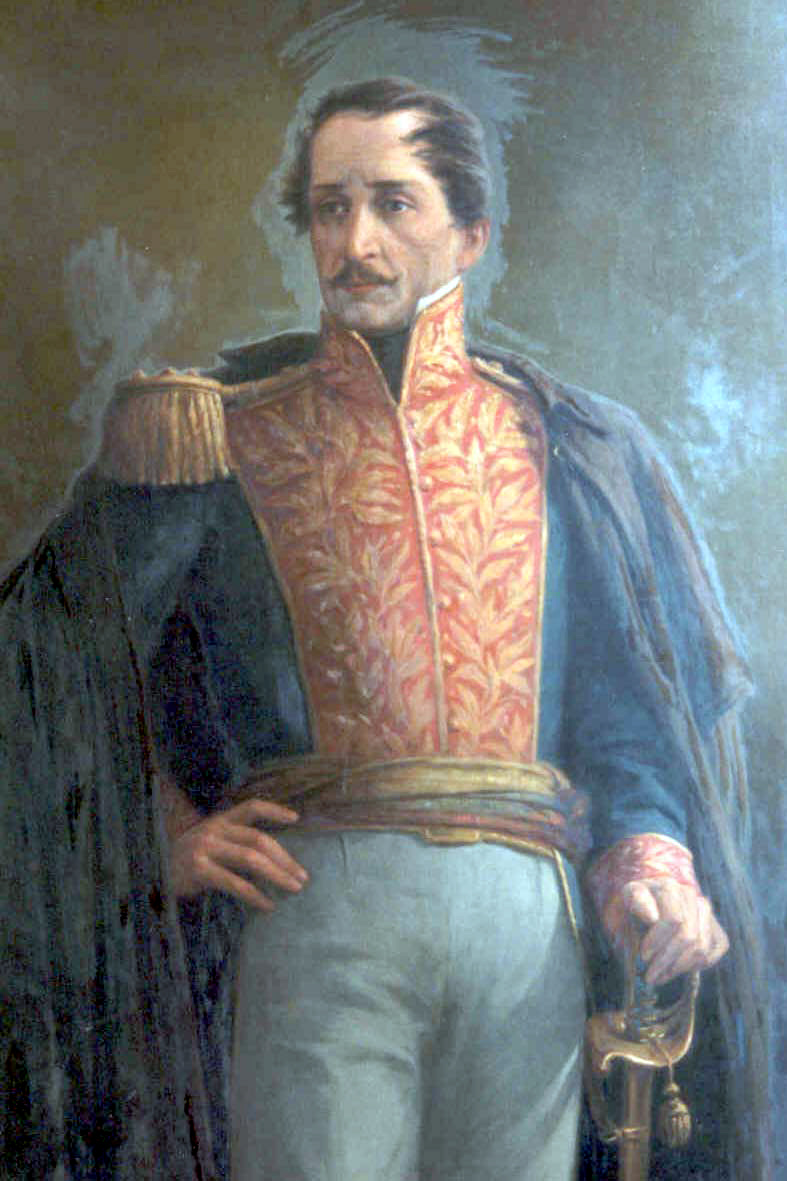
Francisco de Paula Santander.

- 1792: Francisco de Paula Santander, militar y político colombiano (f. 1840).
- 1796: Ana María Campos, patriota venezolana (f. 1828).
- 1798: August Heinrich Hoffmann von Fallersleben, escritor alemán (f. 1874).
- 1800: Juan Francisco de Vidal La Hoz, militar y político peruano (f. 1863).

Hans Christian Andersen.

- 1805: Hans Christian Andersen, escritor danés de cuentos infantiles (f. 1875).
- 1813: José María Lafragua, político y literato mexicano (f. 1873).
- 1815: Antonio Machado Núñez, antropólogo, zoólogo y geólogo español (f. 1896).
- 1822: Luis Sáenz Peña, presidente argentino (f. 1907).
- 1827: William Holman Hunt, pintor británico (f. 1910).
- 1834: Francisco de Paula Canalejas y Casas, abogado, catedrático y literato español (f. 1883).
- 1834: Francisco García Calderón, político y presidente peruano (f. 1905).
- 1838: Léon Gambetta, político francés (f. 1882).

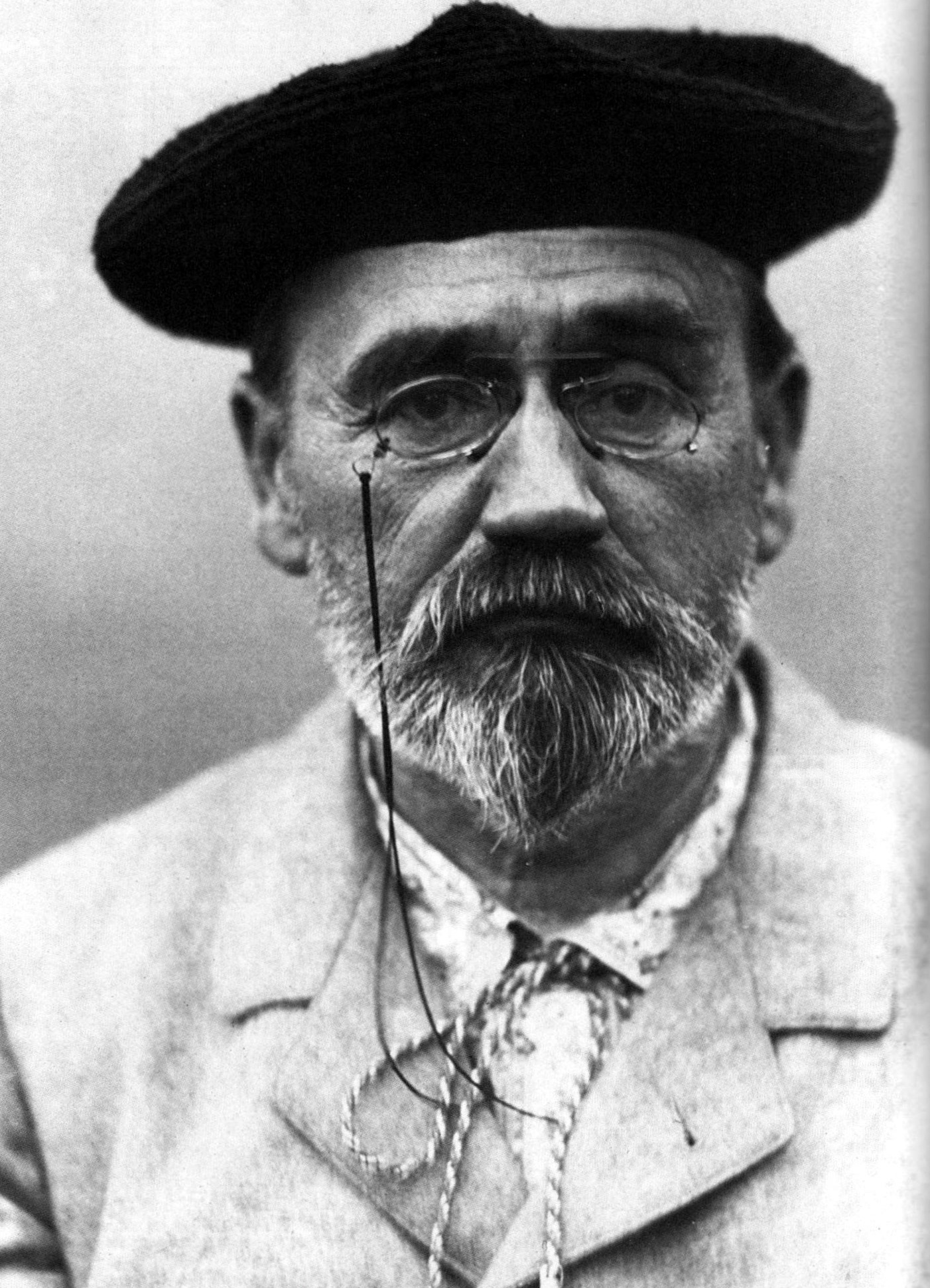
Émile Zola.

- 1840: Émile Zola, escritor francés (f. 1902).
- 1841: Clément Ader, ingeniero francés (f. 1925).
- 1842: Domingo Savio, religioso italiano, santo católico (f. 1857).
- 1858: Eduardo Barrón González, escultor español (f. 1911).
- 1862: Nicholas Murray Butler, pedagogo y filósofo estadounidense, premio nobel de la paz en 1931 (f. 1947).
- 1867: Eugen Sandow, atleta de origen prusiano (f. 1925).
- 1875: Walter Chrysler, industrial automovilista estadounidense (f. 1940).
- 1885: Francisco de Aquino Corrêa, arzobispo y escritor brasileño (f. 1956).
- 1886: Reginald Barker, cineasta estadounidense (f. 1945).
- 1890: Juan de Dios Bátiz Paredes, maestro mexicano, fundador del Instituto Politécnico Nacional (f. 1979).
- 1891: Jack Buchanan, actor, cantante, productor y director británico (f. 1957).

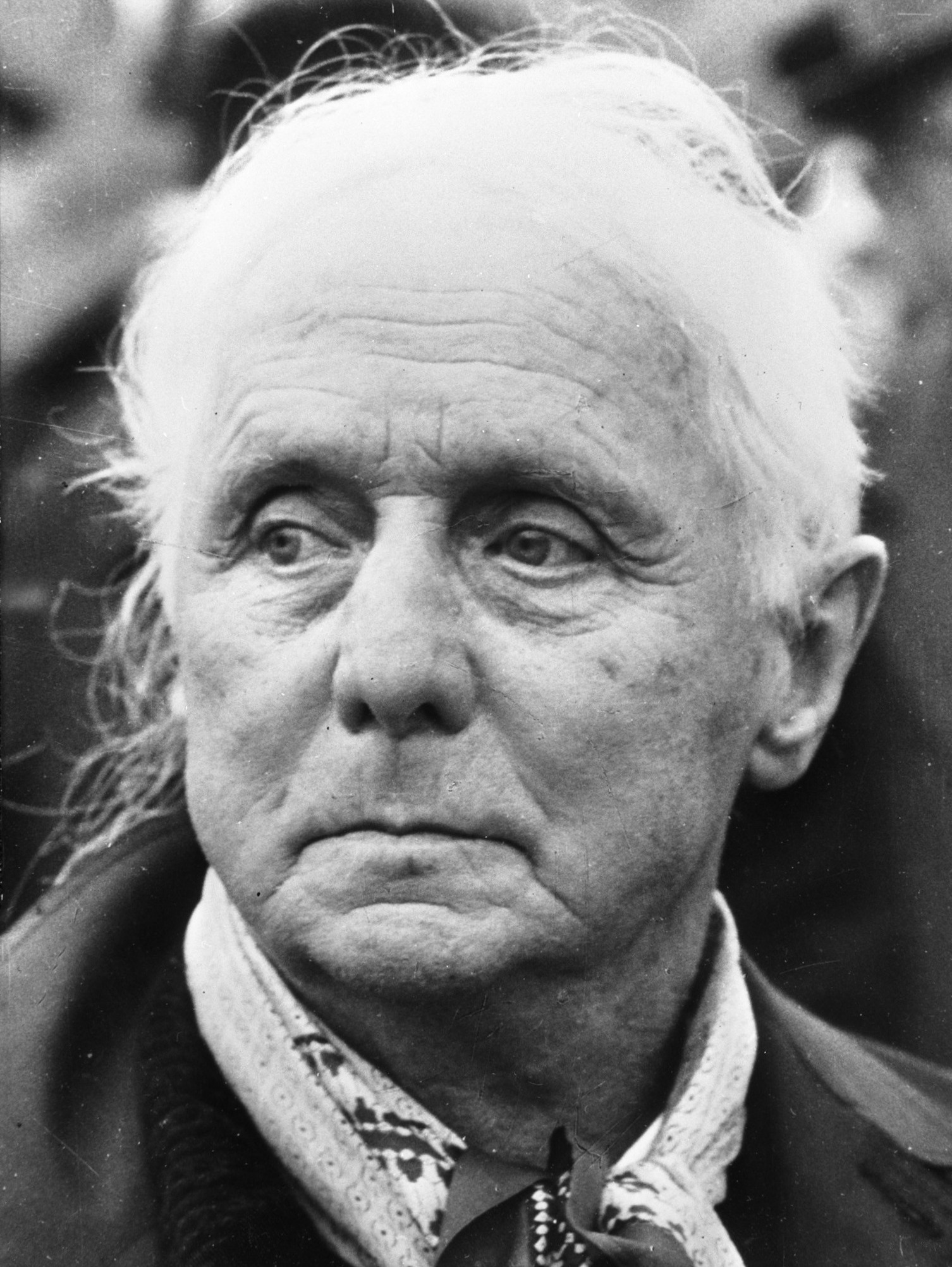
Max Ernst.

- 1891: Max Ernst, pintor francoalemán (f. 1976).
- 1892: Hans Leybold, poeta alemán (f. 1914).
- 1900: Anis Fuleihan, compositor, director de orquesta y pianista estadounidense de origen chipriota (f. 1970).
- 1901: Francisco Gaona, educador, activista social, sindicalista e historiador paraguayo (f. 1980).
- 1902: Jan Tschichold, tipógrafo y diseñador alemán (f. 1974).
- 1903: Marcelino Galatas, futbolista español (f. 1994).
- 1906: Stepán Spandarián, jugador y entrenador de baloncesto soviético (f. 1987).
- 1908: Buddy Ebsen, actor y bailarín estadounidense (f. 2003).
- 1908: Ramon Vila Capdevila “Caracremada”, anarquista y guerrillero antifranquista (f. 1963).
- 1909: Manuel Olivares, futbolista y entrenador español (f. 1976).
- 1910: Chico Xavier, médium brasileño (f. 2002).

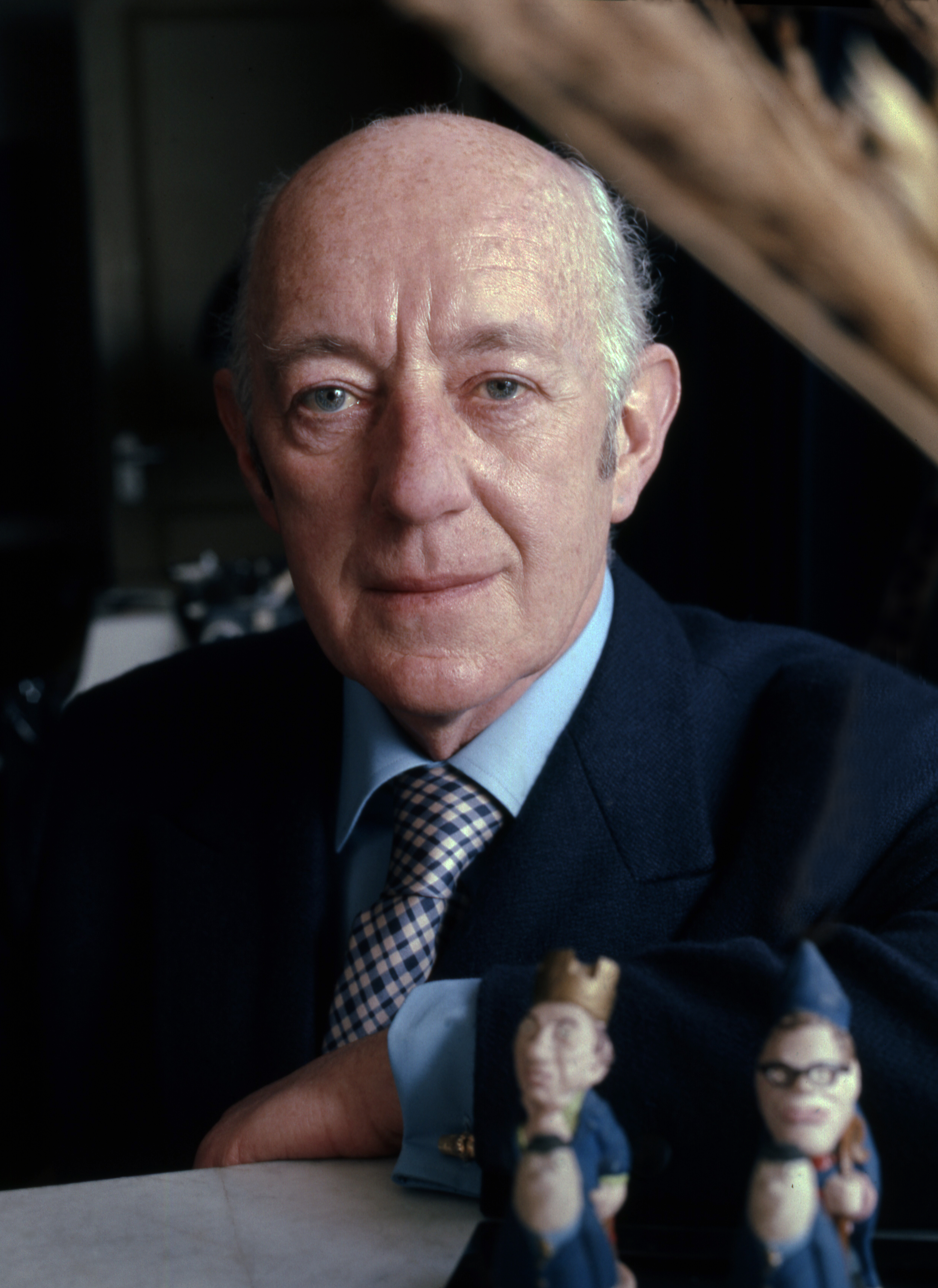
Alec Guinness.

- 1914: Alec Guinness, actor británico (f. 2000).
- 1917: Dabbs Greer, actor estadounidense (f. 2007).
- 1919: Delfo Cabrera, atleta argentino (f. 1981).
- 1920: Ricardo Castro Ríos, actor argentino (f. 2001).

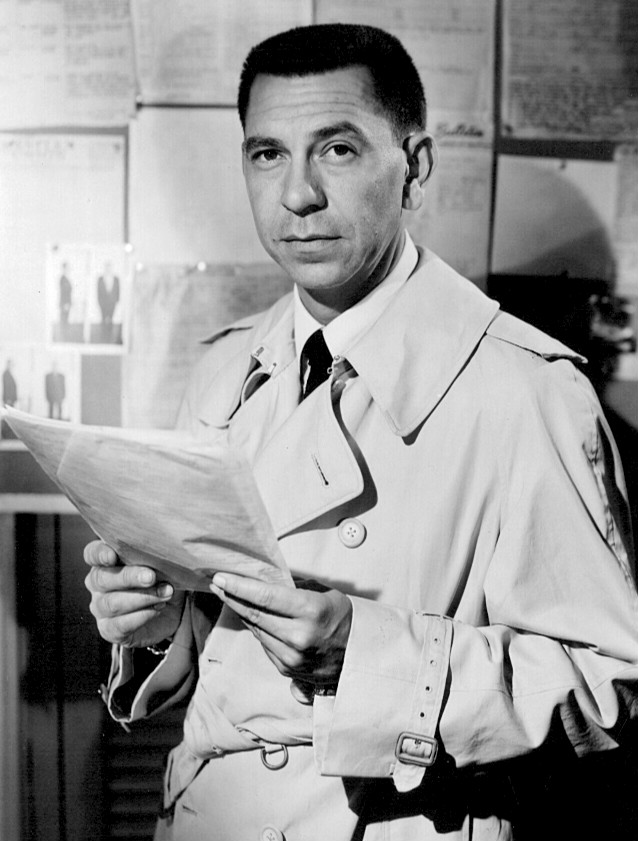
Jack Webb.

- 1920: Jack Webb, actor y cineasta estadounidense (f. 1982).
- 1923: Gloria Henry, actriz estadounidense (f. 2021).
- 1924: Roberto Ávila, jugador de béisbol mexicano (f. 2004).
- 1924: Daria Diachenko, partisana soviética (f. 1944).
- 1925: George MacDonald Fraser, novelista británico (f. 2008).
- 1926: Jack Brabham, piloto de automovilismo australiano (f. 2014).
- 1927: Carmen Basilio, boxeador estadounidense (f. 2012).
- 1927: Ferenc Puskás, futbolista hispanohúngaro (f. 2006).
- 1928: Serge Gainsbourg, cantante francés (f. 1991).
- 1929: José Neglia, bailarín argentino (f. 1971).
- 1930: María Wérnicke, poetisa y escritora argentina (f. 2013).
- 1932: Siegfried Rauch, actor alemán (f. 2018).
- 1933: György Konrád, escritor y sociólogo húngaro (f. 2019).
- 1934: Paul Cohen, matemático estadounidense (f. 2007).
- 1937: Antoni Ros-Marbà, director de orquesta y compositor español.
- 1938: Martine Franck, fotógrafa belga (f. 2012).
- 1939: Marvin Gaye, músico estadounidense (f. 1984).
- 1939: Anthony Lake, politólogo estadounidense.
- 1939: Lise Thibault, gobernadora de Quebec.
- 1940: Mike Hailwood, piloto de motociclismo y automovilismo británico (f. 1981).
- 1940: Manuel Molés, periodista taurino español.
- 1940: Antonio Ravelo, futbolista hispano-venezolano (f. 2014).

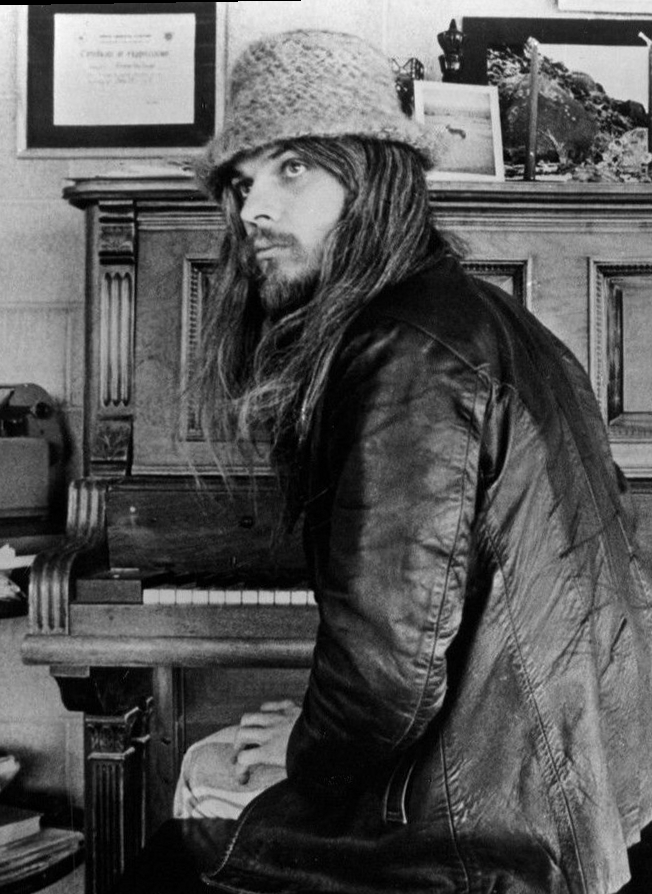
Leon Russell.

- 1942: Leon Russell, cantautor estadounidense (f. 2016).
- 1942: Roshan Seth, actor indio.
- 1943: Itziar Aizpurua, política vasca.
- 1943: Larry Coryell, guitarrista estadounidense (f. 2017).
- 1943: Antonio Sabàto Sr., actor italiano (f. 2021).
- 1944: Jorge Carpizo MacGregor, abogado y político mexicano (f. 2012).
- 1945: Guy Fréquelin, piloto de ralis francés.
- 1945: Linda Hunt, actriz estadounidense.
- 1947: Tua Forsström, escritora finlandesa.
- 1947: Emmylou Harris, cantante estadounidense.
- 1947: Camille Paglia, escritora estadounidense.
- 1947: Paquita la del Barrio, cantante mexicana (f. 2025).
- 1948: Joan D. Vinge, escritora estadounidense.
- 1949: Pedro Pacheco, político español.

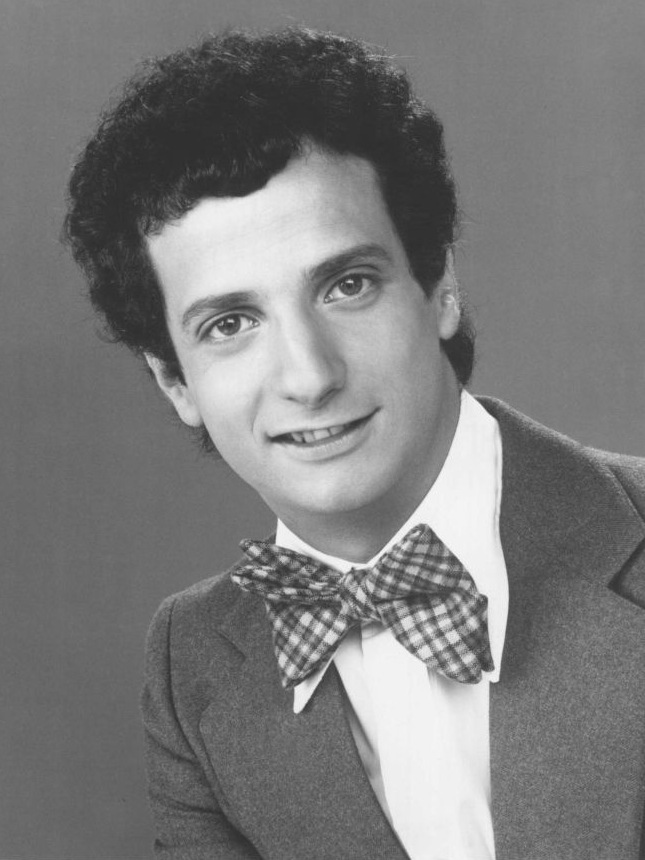
Ron Palillo.

- 1949: Ron Palillo, actor estadounidense (f. 2012).
- 1949: Pamela Reed, actriz estadounidense.
- 1951: Moriteru Ueshiba, artista marcial japonés.
- 1953: Greg Dayton, actor estadounidense.
- 1953: Debralee Scott, actriz estadounidense (f. 2005).
- 1954: Donald Petrie, director, actor y productor estadounidense.
- 1955: Emilio Olabarría, político español.
- 1956: Marc Caro, cineasta francés.
- 1957: Giuliana De Sio, actriz italiana.
- 1958: Stefano Bettarello, rugbista y entrenador italiano.
- 1958: Larry Drew, baloncestista y entrenador estadounidense.
- 1958: Pablo Sobisch, pintor argentino, hijo del pintor Enrique Sobisch (1929-1989).
- 1959: Ezaki Badou, futbolista y entrenador marroquí.

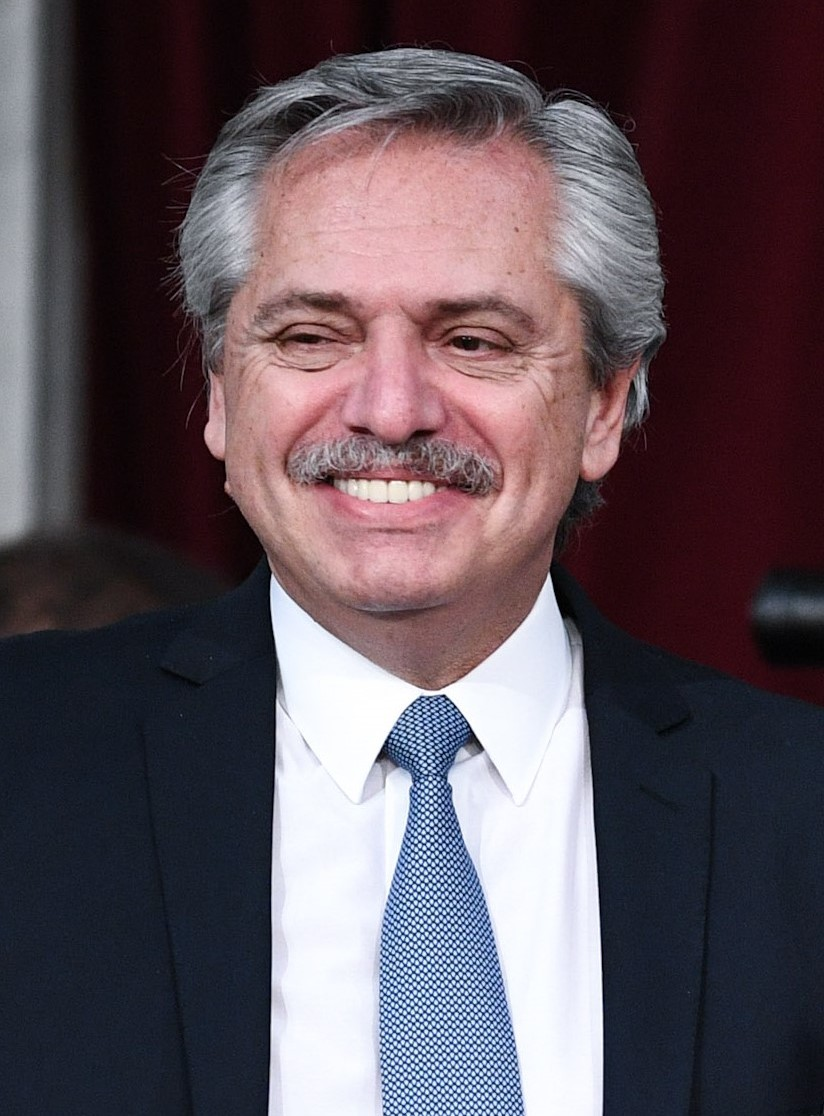
Alberto Fernández.

- 1959: Alberto Fernández, político argentino, Presidente de la Nación Argentina entre 2019 y 2023.
- 1959: Juha Kankkunen, piloto de ralis finés.
- 1960: Linford Christie, atleta británico.
- 1961: Christopher Meloni, actor estadounidense.
- 1962: Clark Gregg, actor, guionista y director estadounidense.
- 1963: Mike Gascoyne, diseñador de coches británico.
- 1963: Fabrizio Barbazza, piloto italiano de automovilismo.
- 1965: Ève Chiapello, socióloga francesa.
- 1965: Rodney King, taxista estadounidense (f. 2012).
- 1965: Cristina López Schlichting, periodista española.
- 1966: Teddy Sheringham, futbolista británico.
- 1966: Diego Vasallo, músico español, de la banda Duncan Dhu.
- 1967: Prince Paul, disc jockey y productor musical estadounidense.
- 1969: Ajay Devgan, actor indio.
- 1970: Antonio Mohamed, futbolista y entrenador argentino.
- 1971: Edmundo Alves de Souza Neto, futbolista brasileño.
- 1971: Todd Woodbridge, tenista australiano.
- 1972: Calvin Davis, atleta estadounidense (f. 2023).
- 1974: Eleonora Wexler, actriz argentina.
- 1975: Randy Livingston, baloncestista estadounidense.
- 1975: Rafael Maceratesi, futbolista argentino.
- 1975: Pedro Pascal, actor chileno-estadounidense.
- 1975: Adam Rodríguez, actor estadounidense.
- 1976: Geneva Cruz, cantante filipina.
- 1976: Christophe Jaquet, futbolista suizo.
- 1976: Silvio Mendes, futbolista brasileño.
- 1977: Michael Fassbender, actor germano-irlandés.
- 1977: Annett Louisan, cantante y compositora alemana.
- 1977: Bejo Sugiantoro, futbolista y entrenador indonesio (f. 2025).
- 1978: Jaime Ray Newman, actriz y cantante estadounidense.
- 1978: Deon Richmond, actor estadounidense.
- 1978: Griselda Siciliani, actriz argentina.
- 1979: Lindy Booth, actriz canadiense.
- 1979: Jesse Carmichael, músico estadounidense.
- 1979: Gonzalo Colsa, futbolista español.
- 1979: Crescenzo D'Amore, ciclista italiano (f. 2024).
- 1980: Carlos Salcido, futbolista mexicano.
- 1981: Bethany Joy Lenz, actriz estadounidense.
- 1981: Lowrdez, cantante, compositora y actriz argentina, del grupo Bandana.
- 1982: Marco Amelia, futbolista italiano.
- 1982: Jack Evans, luchador profesional estadounidense.
- 1982: David Ferrer, tenista español.
- 1982: Jonathan Ruiz Llaga, futbolista español.
- 1983: Arthur Boka, futbolista marfileño.
- 1983: Félix Borja, futbolista ecuatoriano.
- 1983: Paul Capdeville, tenista chileno.
- 1983: Laura Carmine, actriz estadounidense.
- 1983: Yung Joc, rapero estadounidense.
- 1984: Meryl Cassie, actriz sudafricana.
- 1984: Jérémy Morel, futbolista francés.
- 1984: Miguel Ángel Moyá, futbolista español.
- 1984: Shawn Roberts, actor canadiense.
- 1984: Saulius Klevinskas, futbolista lituano.
- 1984: Bert De Backer, ciclista belga.
- 1985: Stéphane Lambiel, patinador artístico suizo.
- 1985: Ahkeela Mollon, futbolista trinitense.
- 1986: Ibrahim Afellay, futbolista neerlandés.
- 1986: Aythami Artiles, futbolista español.
- 1986: Andris Biedriņš, baloncestista letón.
- 1986: Lee DeWyze, cantante y compositor estadounidense.
- 1986: R3hab, DJ y productor neerlandés.
- 1986: Drew Van Acker, actor estadounidense.
- 1986: Raquel Yánez, actriz y modelo venezolana.
- 1987: Antón Kochenkov, futbolista kirguís/ruso.
- 1987: Dalma Maradona, actriz, conductora y cantante argentina.
- 1987: Gatis Smukulis, ciclista letón.
- 1987: Sofie De Vuyst, ciclista belga.
- 1988: Vahid Amiri, futbolista iraní.
- 1988: André Castro, futbolista portugués.
- 1988: Kleiton Domingues, futbolista brasileño.
- 1988: Francisco Flores, futbolista costarricense.
- 1988: Jesse Plemons, actor estadounidense.
- 1989: Giorgi Shermadini, baloncestista georgiano.
- 1989: Yuya Miura, futbolista japonés.
- 1989: Daria Ursuliak, actriz rusa.
- 1990: Yevguéniya Kanáyeva, gimnasta rítmica rusa.
- 1990: Miralem Pjanić, futbolista bosnio.
- 1991: Yimmi Chará, futbolista colombiano.
- 1991: Jolanta Siwińska, futbolista polaca.
- 1992: Adi Mehremic, futbolista bosnio.
- 1993: Dejvid Sinani, futbolista serbio-luxemburgués.
- 1993: Keshorn Walcott, atleta trinitense.
- 1993: Bruno Zuculini, futbolista argentino.
- 1994: Alexander Fransson, futbolista sueco.
- 1994: Pascal Siakam, baloncestista camerunés.
- 1995: Vladislavs Gutkovskis, futbolista letón.
- 1995: Zack Steffen, futbolista estadounidense.
- 1996: Yukihide Gibo, futbolista japonés.
- 1996: György Golomán, baloncestista húngaro.
- 1996: Estanislao Marcellán, futbolista español.
- 1996: André Onana, futbolista camerunés.
- 1996: Nancy Antonio, futbolista mexicana.
- 1997: Thomas Bolte, baloncestista estadounidense.
- 1997: Matija Špoljarić, futbolista chipriota.
- 1997: Adam Laczkó, futbolista eslovaco.
- 1997: Abdelhak Nouri, futbolista neerlandés.
- 1997: Kevin Humeler, futbolista argentino.
- 1997: Mateusz Borkowski, atleta polaco.
- 1997: Zdeňka Seidlová, atleta checa.
- 1997: Manon Depuydt, atleta belga.
- 1997: Bjorg Lambrecht, ciclista belga (f. 2019).
- 1997: Adonis Pineda, futbolista costarricense.
- 1997: Luke Winters, esquiador alpino estadounidense.
- 1998: Davide Bais, ciclista italiano.
- 1998: César Blackman, futbolista panameño.
- 1998: Irismar Cardozo, boxeadora venezolana.
- 1998: Alberto González García, futbolista español.
- 1998: Jeon Hye-won, actriz surcoreana.
- 1998: Philipp Köhn, futbolista alemán.
- 1998: Jakub Książek, nadador polaco.
- 1998: Brandon McNulty, ciclista estadounidense.
- 1998: Zakithi Nene, atleta sudafricano.
- 1998: Tatsuki Noda, futbolista japonés.
- 1998: Yoshiatsu Oiji, futbolista japonés.
- 1998: Sarah Richard, atleta francesa.
- 1998: Maksim Shvyatsow, futbolista bielorruso.
- 1998: Baktiyar Zaynutdinov, futbolista kazajo.
- 1998: Brandon Jones, jugador de fútbol americano estadounidense.
- 1998: Brandon Williamson, beisbolista estadounidense.
- 1998: Caelan Doris, rugbista irlandés.
- 1999: Hamed Al-Ghamdi, futbolista saudí.
- 1999: Kevin Catalán, futbolista chileno.
- 1999: Metehan Güçlü, futbolista franco-turco.
- 1999: Megan Hamer-Evans, piragüista británica.
- 1999: Marek Kania, patinador polaco.
- 1999: Hamza Rafia, futbolista tunecino.
- 1999: Sophie Reynolds, actriz estadounidense.
- 1999: Emil Ruusuvuori, tenista finlandés.
- 1999: Chandler Zavala, jugador de fútbol americano estadounidense.
- 2000: José Pascual Alba, futbolista español.
- 2000: Daniel Eich, judoka suizo.
- 2000: Biniam Girmay, ciclista eritreo.
- 2000: Kaisei Ishii, futbolista japonés.
- 2000: Rodrigo Riquelme Reche, futbolista español.
- 2000: Birk Ruud, esquiador acrobático noruego.
- 2000: Josip Stanišić, futbolista croata.
- 2000: Diego Temoche, futbolista peruano.
- 2000: Akmal Mozgovoy, futbolista uzbeko.
- 2001: Pol Salvador, futbolista español.
- 2001: Gaizka Ayesa, futbolista español.
- 2001: Ángel Orelien, futbolista panameño.
- 2001: Keegan Allan, futbolista sudafricano.
- 2002: Emma Myers, actriz estadounidense.
- 2002: Son Sang-yeon, actor surcoreano.
- 2002: Phạm Đình Duy, futbolista vietnamita.
- 2003: Stav Lemkin, futbolista israelí.
- 2005: Adrián Liso, futbolista español.
- 2007: Anna-Maria Shatokhin, gimnasta rítmica alemana.

## Fallecimientos
- 1118: Balduino I, rey de Jerusalén (n. ¿?).
- 1272: Ricardo de Cornualles, rey germánico nacido en Inglaterra (n. 1209).
- 1412: Ruy González de Clavijo, escritor y viajero español (n. ¿?).
- 1416: Fernando de Antequera, rey aragonés (n. 1380).
- 1502: Arturo Tudor, hijo mayor de Enrique VII (n. 1486).
- 1507: Francisco de Paula, religioso italiano, santo de la Iglesia católica (n. 1416).
- 1597: Blas Valera, sacerdote, cronista, historiador y lingüista español (n. 1545).
- 1614: Enrique I, aristócrata francés (n. 1534).
- 1657: Fernando III de Habsburgo, rey austriaco (n. 1608).
- 1672: Diego Luis de San Vitores, misionero jesuita español (n. 1627).
- 1747: Johann Jacob Dillenius, botánico británico de origen alemán (n. 1684).
- 1791: Mirabeau (Honoré Gabriel Riqueti), aristócrata, escritor y orador francés (n. 1749).
- 1805: Félix Latassa, religioso y bibliógrafo español (n. 1733).
- 1844: Manuel Quimper, oficial naval, explorador, cartógrafo y funcionario español (n. c. 1757).
- 1865: A. P. Hill, general estadounidense (n. 1825).
- 1868: Justo Briceño Otálora, militar venezolano (n. 1792).
- 1871: Francisco Javier de Istúriz, político español (n. 1790).
- 1872: Samuel Morse, inventor estadounidense (n. 1791).
- 1875: Francisco Coll Guitart, sacerdote y santo español, fundador de las Dominicas de la Anunciata (n. 1812).
- 1880: Augusto Ferrán, escritor español (n. 1835).
- 1891: Hermenegildo Díaz de Cevallos, militar español (n. 1814).
- 1891: Benito Soriano Murillo, pintor español (n. 1827).
- 1891: Ahmed Vefik Pachá, estadista y dramaturgo turco (n. 1823).
- 1914: Paul von Heyse, escritor alemán, premio nobel de literatura en 1910 (n. 1830).
- 1917: José Isabel Robles, militar y político mexicano (n. 1891).
- 1922: Hermann Rorschach, psiquiatra suizo (n. 1884).
- 1928: Eudald Canivell i Masbernat, dibujante y anarquista español (n. 1858).
- 1928: Theodore Richards, químico estadounidense, premio nobel de química en 1914 (n. 1868).
- 1930: Osmán Pérez Freire, compositor chileno (n. 1880).
- 1942: Édouard Estaunié, escritor e ingeniero francés (n. 1862).
- 1944: Daria Diachenko, partisana soviética (n. 1924).
- 1953: Hugo Sperrle, militar alemán (n. 1885).
- 1956: Filippo De Pisis, pintor italiano (n. 1896).
- 1962: Manolis Kalomiris, compositor clásico griego (n. 1883).
- 1964: Rafael Sánchez-Guerra, político y periodista español (n. 1897).
- 1966: Cecil Scott Forester, escritor británico (n. 1899).
- 1969: Fortunio Bonanova, actor y cantante español (n. 1895).
- 1974: Georges Pompidou, político francés (n. 1911).
- 1974: Vsévolod Yákovlev, militar soviético (n. 1895).
- 1976: Ray Teal, actor estadounidense (n. 1902).
- 1987: Buddy Rich, baterista estadounidense de jazz (n. 1917).
- 1989: Carlos T. Gattinoni, religioso argentino (n. 1907).
- 1989: Inez Clare Verdoorn, botánica sudafricana (n. 1896).
- 1992: Juanito (Juan Gómez González), futbolista español (n. 1954).
- 1995: Hannes Olof Gösta Alfvén, físico sueco, premio nobel de física en 1970 (n. 1908).
- 1996: Antonio Ortiz Ramírez, anarcosindicalista español (n. 1907).
- 1997: José de Zer, periodista argentino (n. 1941).
- 1998: Jock Gaynor, actor estadounidense (n. 1929).
- 1999: Sophie Kanza, política y socióloga congoleña (n. 1940).
- 2000: Hernán Castrillón, fue un presentador de noticias colombiano. (n. 1932).
- 2000: Cecilio Madanes, director, escenógrafo y productor teatral argentino (n. 1921).
- 2001: Jesús Romeo Gorría, político y empresario español (n. 1916).
- 2003: Terenci Moix, escritor español (n. 1942).
- 2003: Edwin Starr, cantante estadounidense (n. 1942).
- 2005: Juan Pablo II (Karol Wojtyła), papa y santo polaco (n. 1920).
- 2006: Roque Vallejos, poeta paraguayo (n. 1943).
- 2007: Henry Lee Giclas, astrónomo estadounidense (n. 1910).
- 2009: Rudy Ventura, trompetista y cantante español (n. 1926).
- 2010: Chris Kanyon (Christopher Klucsaritis), luchador profesional estadounidense (n. 1970).
- 2010: Silvana Roth, actriz argentina (n. 1924).
- 2011: Tom Silverio, beisbolista dominicano (n. 1934).
- 2013: Jesús Franco, cineasta, actor, guionista, compositor, productor y montador español (n. 1930).
- 2013: Mariano Pulido, futbolista español (n. 1956).
- 2014: Alfonso Bayard, actor y locutor español (n. 1966).
- 2014: Gustavo Rodríguez, actor venezolano (n. 1947).
- 2015: Manoel de Oliveira, cineasta portugués (n. 1908).
- 2016: Gato Barbieri, saxofonista de jazz argentino (n. 1932).
- 2017: Alma Delia Fuentes, actriz mexicana (n. 1937).
- 2018: Winnie Madikizela, política  y trabajadora social sudafricana (n. 1936).
- 2019: Paul McAuley, activista ambiental y misionero católico británico en Perú (n. 1947).
- 2020: Goyo Benito, futbolista español (n. 1946).
- 2020: Juan Giménez López, historietista argentino (n. 1943).
- 2021: Chepina Peralta, chef y presentadora de televisión mexicana (n. 1931).
- 2022: Sergio Chejfec, escritor argentino (n. 1956).
- 2022: Estelle Harris, actriz estadounidense (n. 1928).
- 2022: Hugo Hernández, futbolista y entrenador mexicano (n. 1952).
- 2022: Javier Imbroda, entrenador de baloncesto y político español (n. 1961).
- 2022: Silvio Longobucco, futbolista italiano (n. 1951).
- 2022: Leonel Sánchez, futbolista chileno (n. 1936).
- 2023: Pedro Lavirgen, tenor español (n. 1930).
- 2023: Butch Miller, luchador profesional neozelandés (n. 1944).
- 2023: Seymour Stein, empresario estadounidense (n. 1942).
- 2025: Val Kilmer, actor estadounidense (n. 1959).

## Celebraciones
- Día Mundial de Concientización sobre el Autismo.[10]
- Día Internacional del Libro Infantil y Juvenil.[11]
(desde 1965), en conmemoración del nacimiento del escritor danés Hans Christian Andersen.

Compartidas
- Argentina y  Paraguay: 
  - Aniversario de la inauguración del Puente Internacional San Roque González de Santa Cruz.
Es un viaducto carretero y ferroviario erecto sobre el río Paraná que comunica la ciudad de Posadas, Provincia de Misiones, noreste de Argentina, con la ciudad de Encarnación, Departamento de Itapúa, sur de Paraguay.[12]
Fundación: 2 de abril de 1990 (35 años).

 Por países
(Por orden alfabético)
- Argentina: 
  - Día del Veterano y de los Caídos en la Guerra de Malvinas.[13]
- Perú: 
  - Día del Abogado.
En conmemoración del nacimiento de Francisco García, político y presidente del país.[14]

### Santoral católico

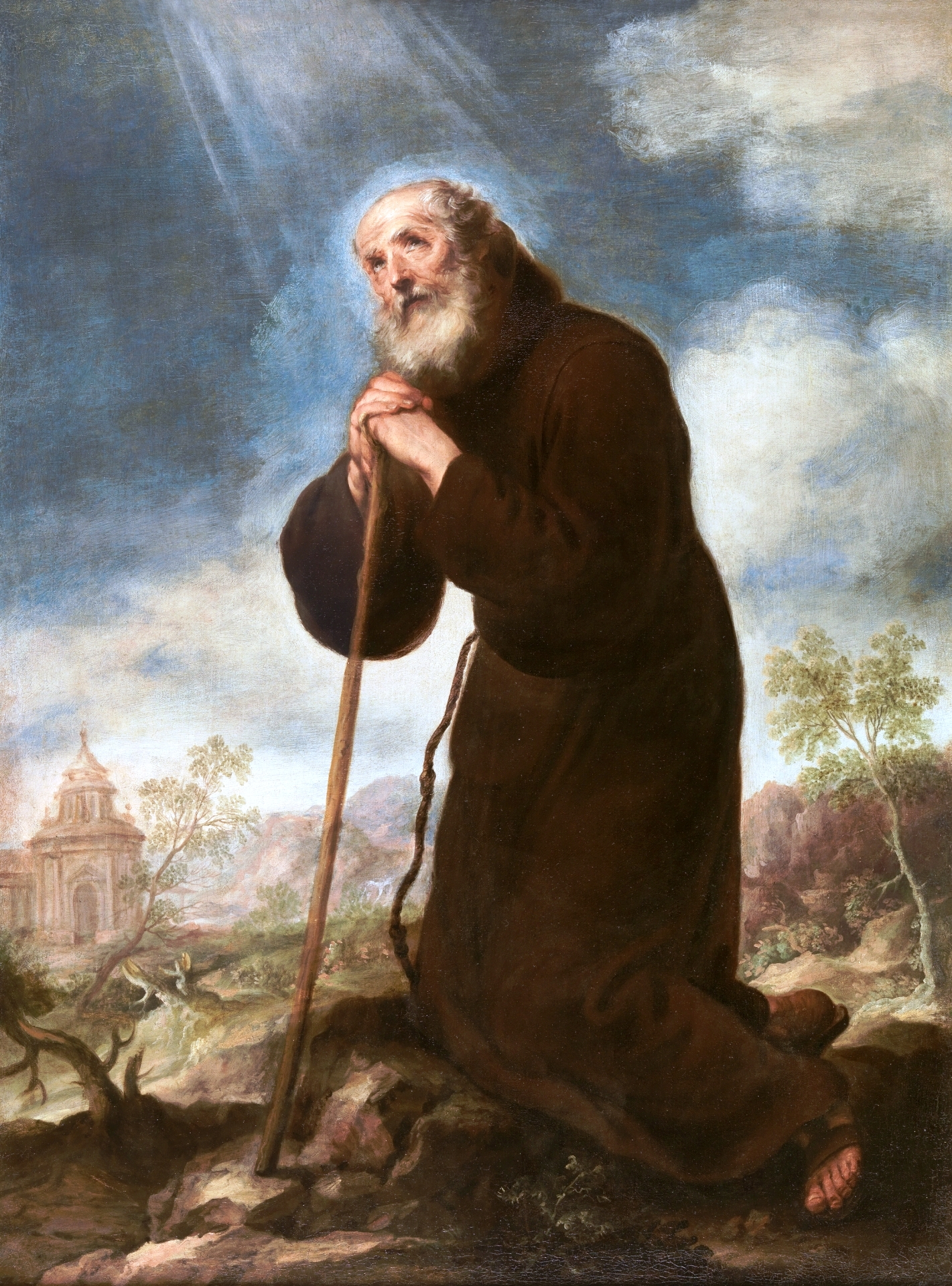
San Francisco de Paula.

- San Francisco de Paula, ermitaño y fundador (1507).[15](imagen ilustrativa).
- San Anfiano de Cesarea, mártir (306).[15]
- Santa Teodora de Tiro, virgen (307).[15]
- San Affiano (s. IV).[15]
- San Abundio de Como, obispo (468).[15]
- Santa María Egipcíaca (s. V).[15]
- San Víctor de Capua, obispo (554).[15]
- San Nicecio de Lyon, obispo (573).[15]
- San Juan Payne (s. XVI).[15]
- San Diego Luis de San Vitores (s. XVII).[15]
- Beato Leopoldo de Gaiche (s. XIX).[15]
- Beato Francisco Coll (s. XIX).[15]
- Beata Isabel Vendramini (s. XIX).[15]
- Santo Domingo Tuoc (s. XIX).[15]
- Beata Madre María de San José (s. XX).[15]
- Beato Iván Ziatyk (s. XX).[15]
- Beato Guillermo Apor (s. XX).[15]
- Beato Nicolás Carneckyj (s. XX).[15]